# Anaerococcus
Anaerococcus es un género de bacterias del tipo gram-positivo y anaerobias. Puede causar infecciones y es una parte normal del microbioma humano.

## Taxonomía
Incluye las siguientes especies:
- Anaerococcus hydrogenalis (Ezaki et al., 1990) Ezaki et al., 2001
- Anaerococcus lactolyticus (Li et al., 1992) Ezaki et al., 2001
- Anaerococcus murdochii Song et al., 2010
- Anaerococcus mediterraneensis Diop, Bretelle, Fournier & Fenollar, 2017[2]
- Anaerococcus octavius (Murdoch et al., 1997) Ezaki et al., 2001
- Anaerococcus prevotii (Foubert & Douglas, 1948) Ezaki et al., 2001
- Anaerococcus tetradius (Ezaki et al., 1983) Ezaki et al., 2001
- Anaerococcus vaginalis (Li et al., 1992) Ezaki et al., 2001